# Chuncheon Challenger
Il Chuncheon Challenger, noto in precedenza come Busan Challenger, nonché come Flea Market Cup per motivi di sponsorizzazione, è stato un torneo professionistico maschile di tennis giocato sul cemento che faceva parte dell'ATP Challenger Tour. Il torneo si è giocato dal 2005 al 2008 al Songam International Tennis Court di Busan, in Corea del Sud, e l'ultima edizione si è tenuta a Chuncheon nel 2009. Non va confuso con il Busan Open Challenger, altro torneo di categoria giocato a Busan.

## Albo d'oro

### Singolare
| Anno | Campione        | Finalista          | Punteggio           |
| ---- | --------------- | ------------------ | ------------------- |
| 2009 | Lu Yen-hsun     | Igor Sijsling      | 6–2, 6–3            |
| 2008 | Ivo Minář (2)   | Alex Bogomolov Jr. | 6–0, 2–0 ritiro     |
| 2007 | Ivo Minář (1)   | Viktor Troicki     | 7–6(2), 6(7)–7, 6–3 |
| 2006 | Danai Udomchoke | Paul Goldstein     | 6–2, 6–0            |
| 2005 | Björn Phau      | Simon Greul        | 6–1, 6–2            |

### Doppio
| Anno | Campioni                     | Finalisti                             | Punteggio           |
| ---- | ---------------------------- | ------------------------------------- | ------------------- |
| 2009 | Andis Juška Dmitrij Sitak    | Sanchai Ratiwatana Sonchat Ratiwatana | 3–6, 6–3, [10–2]    |
| 2008 | Rik De Voest Ashley Fisher   | Johan Brunström Jean-Julien Rojer     | 6–2, 2–6, [10–6]    |
| 2007 | Rajeev Ram Bobby Reynolds    | Rik De Voest Pierre-Ludovic Duclos    | 6–0, 6–2            |
| 2006 | Alexander Peya Björn Phau    | Sanchai Ratiwatana Sonchat Ratiwatana | 6(3)–7, 6–3, [10–6] |
| 2005 | Ashley Fisher Tripp Phillips | Sanchai Ratiwatana Sonchat Ratiwatana | 7–5, 6–3            |